# Kędzierzyn, Zachodniopomorskie
Kędzierzyn [kɛnˈd͡ʑɛʐɨn] là một ngôi làng thuộc khu hành chính của Gmina Sianów, thuộc huyện Koszalin, Zachodniopomorskie, ở phía tây bắc Ba Lan. Nó nằm khoảng 5 kilômét (3 mi) phía tây Sianów, 6 km (4 mi) phía đông bắc Koszalin và 141 km (88 mi) về phía đông bắc của thủ đô khu vực Szczecin.
Làng có dân số 80 người.